# Per Brahe il Vecchio
Per Brahe il Vecchio (1520 – 1590) è stato un politico svedese.

## Biografia
Brahe era il nipote di re Gustavo Vasa e fu tra i primi membri della nobiltà svedese ad essere nominato conte quando vennero introdotti i titoli nobiliari da re  Eric XIV in occasione della sua incoronazione nel 1561. Gli venne assegnata la contea di Visingsborg. Dovrebbe essere stato membro del Riksråd e governatore del Castello di Stoccolma dal 1540. Quando salì al trono Giovanni III, venne nominato alto giudice di Svezia (riksdrots) e governatore di Norrland e nuovamente governatore del Castello di Stoccolma.
Fu padre di Erik Brahe (1552–1614), Gustaf Brahe (1558–1615) e Magnus Brahe (1564–1633), e nonno di Per Brahe il Giovane (1602–1680), Ebba Brahe e Margareta Brahe.